# エス・エム・エス・データテック
株式会社エス・エム・エス・データテック（SMSデータテック、SMS DATATECH CORPORATION）は、東京都中央区に本社を置く、システム運用をはじめ、システム開発、運用設計を行う企業である。

## 事業概要
- ITマネジメントサービス事業
- ソフトウェア開発事業
- オフショアコンサルティング・開発事業
- 技術支援サービス事業
- 運用設計／運用改善支援サービス事業

## サービス
- 運用自動化ラボ： 日々の定型業務からシステム運用まで、あらゆる業務を自動化するソリューション
- One Cockpit：ダッシュボード機能やレポーティング機能に加え、エラー時の復旧処理を自動化するリカバリ実行機能等を有する統合運用管理ツール
- SDT×Kompira：フィックスポイント社が開発した連携処理基盤ソフトウェア「Kompira」と当社の豊富なIT運用ノウハウを融合し生まれた運用自動化ソリューション
- ITアウトソーシング：夜間・休日の運用、属人化した運用現場業務をスポットで代行、リモートアウトソーシングを実現し、運用現場の課題を解決するサービス
- ITIL®教育サービス：ITを利活用した「サービスの企画・開発からサービスの廃止」に至るまでの一連のライフサイクルについて、サービスの価値を高めるための管理手法を教育するサービス

## 沿革
- 2001年（平成13年） - 株式会社エス・エム・エス・データテックを東京都中央区日本橋蛎殻町に法人設立（資本金1,000万円）
- 2004年（平成16年） - 本社オフィスを東京都中央区湊3丁目5番10号へ移転
- 2006年（平成18年）
  - 中国大連にオフィスを開設
  - 中国大連オフィスを子会社化 大連思徳特科技有限公司を設立
- 2007年（平成19年）
  - 本社分室を東京都中央区湊1丁目12番10号　アサヒビル4Fに開設
  - 情報サービス産業企業動向アンケートの結果、ITIL Foundation 業界取得率1位となる
- 2010年（平成22年） - 本社分室を本社オフィスへ統合
- 2011年（平成23年） - 品質マネジメントシステム(ISO9001)及び情報セキュリティ マネジメントシステム(ISO/lEC27001)認証を取得
- 2025年（令和7年） - TOKYO PRO Marketに上場